# Атажуко Хамурзин
Атажуко (Хатокшоко) Хамурзович Хамурзин (? — 1806) — полковник (1799), старший князь-валий (пшыщхуэ) Кабарды. Представитель княжеского рода Джембулатовых (Кайтукиных). Сын князя Хамурзы Асланбекова и внук старшего князя-валия Асланбека Кайтукина.

## Биография
Участник русско-турецкой войны (1787—1791). В 1787—1788 годах в чине премьер-майора отличился в Закубанье в боях против турецких и крымских войск. За проявленную храбрость в бою против турок под румынским городом Мэчин 28 июня 1791 года был награждён «золотой медалью с портретом императрицы».
В 1792 году князь Атажуко Хамурзин был представлен к производству в подполковники (произведен к 14 сентября 1793) «с пенсионом по чину».
В 1794 году князь Атажуко Хамурзин стал сподвижником Исмаил-бея Атажукина и принял активное участие в кабардинском восстании. В следующем 1795 году был арестован русскими властями и выслан из Кабарды в Екатеринославскую губернию (Слободскую Украину). В 1799 году получил чин полковника.
В 1804 году князь Атажуко Хамурзин принимал участие в подавлении кабардинского восстания против царской власти.
Имел собственный аул на реке Черек. Проживал в Большой Кабарде. Был женат, имел сыновей и братьев.